# Nossa Senhora De Antime

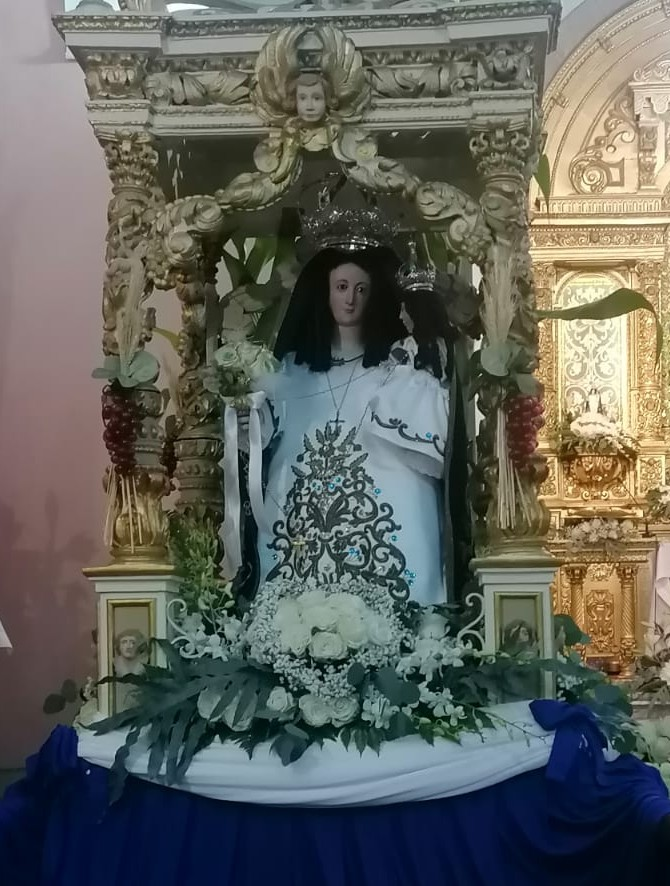
Senhora de Antime

A Nossa Senhora de Antime foi uma imagem que apareceu no Monte de S.Jorge, lugar que era disputado pela freguesia de Fafe e de Antime. A aparição desta imagem transformou-se numa disputa entre as duas freguesias, sobre o local onde a imagem deveria permanecer. Após algum tempo de animosidade, foi acordado que a imagem ficaria na igreja de Antime durante o ano, mas, no dia da festa, os habitantes de Antime a levariam até à fronteira com Fafe, onde os de Fafe a transportariam para a vila, celebrando-a até ao pôr do sol, quando a imagem voltaria a Antime. 
A festa em questão mencionada acima é a romaria em honra de Nossa Senhora de Antime, também conhecida como a da Misericórdia ou do Sol, é considerada a principal e mais popular celebração local, coincidindo atualmente com as grandes festas do concelho de Fafe. Este festival acontece sempre no segundo fim de semana de julho e tem sempre uma programação variada e atrai milhares de romeiros que percorrem a estrada sobe o sol intenso 
O momento mais marcante da procissão ocorre na Ponte de São José, na fronteira entre as duas freguesias, onde as imagens de Nossa Senhora de Antime (mede 1,10 metros, é uma escultura antiga, possivelmente do século XIV, feita em pedra ançã, um tipo de calcário da região de Cantanhede) e Nossa Senhora das Dores encontram-se e fazem uma vénia (frente a frente), simbolizando a receção e boas-vindas de Fafe à imagem de Antime.
O levar dos andores é uma verdadeira prova de fé, uma vez que, os 10 pegadores fazem toda a procissão descalços e participam nas duas viagens da Santa.